# Славнића кућа у Сенти
Славнића кућа у Сенти грађена је током 1904 - 1905. године. Као споменик културе, сврстана је у категорију споменика од великог значаја.
Кућу Славнића у Сенти, пројектовао је мађарски архитекта, Бела Лајта (мађ.Béla Lajta), један од најбољих следбеника чувеног мађарског архитекте Еден Лехнера (мађ.Ödön Lechner). 

## Изглед зграде
Славнића кућа није једино здање грађено по Лајтином пројекту у Сенти. Ватрогасна касарна такође је саграђена према његовој замисли и на обема зградама препознатљив је Лајтин рукопис. На Кући кројача Крсте Славнића, Лајта је одступио од уобичајеног симетричног решења, па се улаз у кућу налази ван осне симетрије. Прозори су наизменично двокрилни и трокрилни, што фасади даје ритмичност. На кући се могу видети детаљи у духу мађарских народних мотива - срцолики детаљи, чипкасти олуци и тавански прозори, димњак украшен петлом на врху. Забат је моделисан попут тролисне детелине. Кућа је пројектована за два стана са одвојеним улазима.
Конзерваторски радови су извођени 1989 и 2004.
Налази се у Ађанској улици (некада Лењинова), број 10. 

## Галерија
- Забат
- Прозор са уличне стране
- Детаљ на крову